# Emilia Drago
Emilia Drago Espinosa (Lima, 20 de diciembre de 1988) es una actriz, bailarina, presentadora de televisión y exmodelo peruana de ascendencia croata.

## Biografía
Emilia Drago es miembro de una familia ligada al fútbol: su abuelo es Roberto Drago y su padre Roberto Drago Jr. Es sobrina de Jaime Drago y hermana de Ignacio, Micaela, Elías y Roberto Drago. Estudió primaria y secundaria en el colegio Santísimo Nombre de Jesús en San Borja. Fue alumna de la Facultad de Ciencias y Artes de la Comunicación en la Pontificia Universidad Católica del Perú, a la que ingresó en 2007.
Empezó su carrera en televisión actuando en la telenovela juvenil Besos robados (2004). A finales del año 2006, debutó como presentadora en el programa infantil Zoombate. Posteriormente formó parte del elenco de modelos del programa concurso Habacilar, de América Televisión, entre 2007 y 2008. Debutó en teatro con un rol pequeño en la obra Amadeus (2008), dirigida por Jorge Chiarella Krüger. 
En 2009, actuó en la telenovela Los Barriga y en la obra de comedia Esta obra es un desastre. En 2010, condujo brevemente el programa Casi ángeles y actuó en la obra Los 39 escalones.
En 2011, participó en la serie Al fondo hay sitio y en la obra de teatro La tía de Carlos. Seguidamente actuó en la telenovela Corazón de fuego, emitida por ATV.
En 2012, actuó en la obra infantil musical Hadas. Drago también comparte su tiempo como participante de concursos nacionales de marinera.
Drago realizó su debut en el cine en la película ¡Asu mare! (2013), interpretando a la novia de Carlos Alcántara.
Drago concursó en el programa de telerrealidad de baile El gran show conducido por Gisela Valcárcel , donde resultó ganadora tras tres meses de competencia. Gracias a su primer puesto clasificó a la última temporada del año llamada Reyes del show, donde obtuvo el tercer puesto.
En teatro, actuó en la obra Un sombrero de paja de Italia a mediados del mismo año. Paralelamente a la temporada de la obra Mimí y el monstruo de la noche, a fines de año. En 2014, estuvo en el musical Sweet Charity.
En 2015, participó junto a Carlos Alcántara en ¡Asu mare 2!, esta película fue la más taquillera en la historia del Perú. Ese mismo año, participó en la telenovela Amor de madre.
En 2016, Emilia participó en VBQ: Todo por la fama como la antagonista de la serie llamada Nicole Solessi.
El 21 de septiembre del año 2017, se estrenó la película Una comedia macabra con ella misma como la protagonista de esta. Trabajó junto a Natalia Salas y otros actores.
El 13 de septiembre del año 2019, protagonizó la miniserie original de Movistar Play Un día eres joven, con su personaje llamado Belén.

## Filmografía

### Cine
| Año  | Título                                               | Personaje          | Notas           | Dirección                | Ref. |
| ---- | ---------------------------------------------------- | ------------------ | --------------- | ------------------------ | ---- |
| 2013 | ¡Asu mare!, La película (estilizado como ¡Asu mare!) | Emilia Rizo-Patrón | Rol principal   | Ricardo Maldonado        |      |
| 2015 | ¡Asu mare! 2                                         | Emilia Rizo-Patrón | Rol protagónico | Ricardo Maldonado        |      |
| 2017 | Una comedia macabra                                  | Ángela             | Rol protagónico | Sandro Ventura           |      |
| 2018 | Sobredosis de amor                                   | —                  | Rol secundario  | Jesús Álvarez Betancourt |      |
| 2018 | ¡Asu mare! 3: En Miami                               | Emilia Rizo-Patrón | Rol protagónico | Jorge Ulloa              |      |
| 2022 | Cosas de amigos                                      | Luciana            | Rol principal   | Giovanni Ciccia          |      |
| 2023 | Isla bonita                                          | Roxana             | Rol protagónico | Ani Alva Helfer          |      |

### Televisión
| Año       | Título                                 | Personaje                                                 | Notas                                             | Canal                              | Ref. |
| --------- | -------------------------------------- | --------------------------------------------------------- | ------------------------------------------------- | ---------------------------------- | ---- |
| 2004      | Besos robados                          | Micaela «Mica»                                            | Rol secundario                                    | Venevisión                         |      |
| 2006-2007 | Zoombate                               | Ella misma                                                | Presentadora                                      | Frecuencia Latina                  |      |
| 2007-2008 | Habacilar                              | Ella misma                                                | Modelo                                            | América Televisión                 |      |
| 2008      | Los del barrio                         | Rafaella                                                  | Rol secundario                                    | Frecuencia Latina                  |      |
| 2009      | Los Barriga                            | Zulema                                                    | Rol secundario                                    | TC Televisión                      |      |
| 2010      | Habacilar: Amigos y rivales            | Ella misma                                                | Temporada 1 Concursante 3.er puesto               | América Televisión                 |      |
| 2010      | Casi ángeles                           | Ella misma                                                | Presentadora                                      | Panamericana Televisión            |      |
| 2010      | El gran show                           | Ella misma                                                | Temporada 1 Invitada (refuerzo)                   | América Televisión                 |      |
| 2011      | El gran show                           | Ella misma                                                | Temporada 4 Invitada Secuencia: «El desafío»      | América Televisión                 |      |
| 2013      | El gran show                           | Ella misma                                                | Temporada 9 Concursante 1.er puesto (ganadora)    | América Televisión                 |      |
| 2016      | El gran show                           | Ella misma                                                | Temporada 17 Invitada (refuerzo)                  | América Televisión                 |      |
| 2011      | Al fondo hay sitio                     | Secretaria Paola Percovich                                | Rol secundario                                    | América Televisión                 |      |
| 2011-2012 | Corazón de fuego                       | Carolina Castro Salazar                                   | Rol secundario                                    | ATV                                |      |
| 2012      | El gran show: La edición especial      | Ella misma                                                | Concursante invitada                              | América Televisión                 |      |
| 2012      | El gran show: La edición especial      | Ella misma                                                | Reemplazó brevemente a Delly Madrid, por una gala | América Televisión                 |      |
| 2012      | Teletón 2012: Todos somos Teletón      | Ella misma                                                | Invitada (edición especial)                       |                                    |      |
| 2013      | Vacaciones en Grecia                   | Valeria                                                   | Rol recurrente                                    | América Televisión                 |      |
| 2013      | Los amores de Polo                     | Raquel Smith                                              | Rol recurrente                                    | América Televisión                 |      |
| 2013      | Reyes del show                         | Ella misma                                                | Concursante 3.er puesto                           | América Televisión                 |      |
| 2014      | Pequeños gigantes 2                    | Ella misma                                                | Jueza invitada                                    | América Televisión                 |      |
| 2015      | El reventonazo de la Chola             | Ella misma                                                | Invitada especial                                 | América Televisión                 |      |
| 2021      | El reventonazo de la Chola             | Ella misma                                                | Invitada especial                                 | América Televisión                 |      |
| 2015      | Pulseras rojas                         | Mayra                                                     | Rol secundario                                    | América Televisión                 |      |
| 2015      | Amor de madre                          | Carolina                                                  | Rol secundario                                    | América Televisión                 |      |
| 2016      | Día D                                  | Ella misma                                                | Invitada especial                                 | ATV                                |      |
| 2016-2017 | VBQ: Todo por la fama                  | Nicole Katherine Solessi Rojas                            | Rol antagónico principal                          | América Televisión                 |      |
| 2017-2018 | La suerte de la fea                    | Veronika Wattson                                          | Rol recurrente                                    |                                    |      |
| 2017      | Mujercitas                             |                                                           | Rol recurrente                                    | América Televisión                 |      |
| 2018      | VBQ: Empezando a vivir                 | Nicole Katherine Solessi Rojas                            | Rol antagónico principal                          | América Televisión                 |      |
| 2018      | Mi mamá cocina mejor que la tuya       | Ella misma                                                | Invitada especial                                 | América Televisión                 |      |
| 2018      | Americlub                              | Ella misma                                                | Invitada especial                                 | Programa web de América Televisión |      |
| 2018      | 2 hermanas, los caminos del querer     |                                                           | Piloto                                            | América Televisión                 |      |
| 2018      | El gran show: América baila            | Ella misma                                                | Concursante (finalista, edición especial)         | América Televisión                 |      |
| 2019      | Los Vílchez                            | Nicole Katherine Solessi Rojas                            | 1 episodio (material de archivo)                  | América Televisión                 |      |
| 2019      | Un día eres joven                      | Belén                                                     | Rol protagónico                                   | Movistar Play                      |      |
| 2020      | La máscara                             | Ella misma                                                | Investigadora invitada                            | Latina Televisión                  |      |
| 2020      | América noticias: Edición del mediodía | Ella misma                                                | Invitada especial                                 | América Televisión                 |      |
| 2020      | En boca de todos                       | Ella misma                                                | Invitada especial                                 | América Televisión                 |      |
| 2021      | Reinas del show                        | Ella misma                                                | Jueza invitada                                    | América Televisión                 |      |
| 2021      | Jimmy Show TV                          | Ella misma                                                | Invitada especial                                 | Programa web para YouTube          |      |
| 2021      | Reinas del show 2                      | Ella misma                                                | Concursante                                       | América Televisión                 |      |
| 2021      | Reinas del show 2                      | Ella misma                                                | Abandonó la competencia debido a una lesión       | América Televisión                 |      |
| 2021      | El artista del año                     | Ella misma                                                | Temporada 8 (jueza invitada)                      | América Televisión                 |      |
| 2022      | La Linares                             | Ella misma                                                | Invitada especial                                 | Programa web para YouTube          |      |
| 2022      | Plano detalle                          | Ella misma                                                | Invitada especial                                 | TV Perú                            |      |
| 2024      | Pituca sin lucas                       | María Teresa «Techi» de la Puente Lorenzzi de Rizo-Patrón | Protagonista                                      | Latina Televisión                  |      |

## Teatro
| Año  | Título                          | Personaje         | Notas                             | Ref. |
| ---- | ------------------------------- | ----------------- | --------------------------------- | ---- |
| 2006 | Acompáñame                      | Elvira            | Rol antagónico principal          |      |
| 2006 | Acompáñame                      | Elvira            | Dirección: Joaquín Vargas         |      |
| 2006 | Acompáñame                      | Elvira            | Teatro: Teatro Montecarlo         |      |
| 2008 | Amadeus                         |                   | Dirección: Jorge Chiarella Krüger |      |
| 2009 | Esta obra es un desastre        | Brooke Ashton     | Rol principal                     |      |
| 2009 | Esta obra es un desastre        | Brooke Ashton     | Dirección: Ricardo Morán          |      |
| 2009 | Esta obra es un desastre        | Brooke Ashton     | Teatro: Teatro Mario Vargas Llosa |      |
|      | Mujeros 3                       |                   | Dirección: Diego Lombardi         |      |
| 2010 | Los 39 escalones                | Annabella Schmidt | Teatro: Teatro Mario Vargas Llosa |      |
| 2010 | Los 39 escalones                | Pamela            | Teatro: Teatro Mario Vargas Llosa |      |
| 2010 | Los 39 escalones                | Margaret          | Teatro: Teatro Mario Vargas Llosa |      |
| 2011 | La tía de Carlos                | Kitty Verdun      | Teatro: Teatro Peruano Japonés    |      |
| 2012 | Hadas                           | La Reina Hada     |                                   |      |
| 2013 | Un sombrero de paja de Italia   | Novia             | Teatro: Teatro Larco              |      |
| 2013 | Mimí y el monstruo de la noche  | Mamá              | Teatro: Teatro de la UP           |      |
| 2014 | Sweet Charity                   | Úrsula March      | Teatro: Teatro Municipal de Lima  |      |
| 2020 | Llámame mamá                    |                   |                                   |      |
| 2021 | Llámame mamá (reposición)       |                   | Dirección: Paloma Reyes           |      |
| 2021 | Los cuatro contra Viruvirulento | Telema            |                                   |      |
| 2022 | Todos vuelven                   |                   | Teatro: Teatro Municipal de Lima  |      |

## Eventos
- La Maratón Terra 2010 (2010), como presentadora.

## Revistas
- ¡Hola! Perú (2014), como modelo de portada.

## Premios y nominaciones
| Año  | Premio                      | Categoría                       | Trabajo      | Resultado | Ref.   |
| ---- | --------------------------- | ------------------------------- | ------------ | --------- | ------ |
| 2020 | Premio Luces de El Comercio | Mejor actriz de artes escénicas | Llámame mamá | Ganadora  | [ 13 ] |